# Follow Me Home
Follow Me Home je debutové studiové album rappera Jay Rocka, album bylo vydáno pod nahrávacími společnostmi Top Dawg Ent. a Strange Music 26. července 2011.

## O Albu
Debutové album Follow Me Home bylo nahráváno od roku 2008, kdy byl zveřejněn i první singl "All My Life (In the Ghetto)". Nakonec však bylo vydáno až v červenci 2011.
Ačkoliv byly oznámeny spolupráce s rappery a zpěváky, jako jsou Busta Rhymes, Game, E-40, 50 Cent, Ne-Yo nebo Trey Songz, nakonec spolupráce na albu zajistili Chris Brown, Rick Ross, Lil Wayne, will.i.am, J-Black, Tech N9ne, Krizz Kaliko, Ab-Soul, BJ The Chicago Kid, Kendrick Lamar a Schoolboy Q.
Produkce alba měla původně také zvučnější jména jako J. R. Rotem, DJ Quik, Polow da Don, The Neptunes, Nottz nebo třeba Scott Storch. Na finální verzi alba se však objevila hudba od producentů jako jsou J.U.S.T.I.C.E. League, Tha Bizness, Focus... a Cool & Dre, zbytek zaplnili méně známí producenti.

### Propagace
V roce 2009 byl Jay Rock společně s rapperem Nipsey Hussle na otevíracím aktu tour k propagaci třetího studiového alba L.A.X. rappera Game. V roce 2010 se Jay Rock vydal na turné s rapperem 50 Centem na jeho tour k propagaci alba. V roce 2010 se vydává ještě na druhé turné tentokrát ve složení Tech N9ne, E-40, Glasses Malone a Kutt Calhoun pod názvem Independent Grind Tour.

## Seznam skladeb
| #  | Píseň                         | Host(é)                               | Producent(i)          | Délka |
| -- | ----------------------------- | ------------------------------------- | --------------------- | ----- |
| 1  | "Intro (Skit)"                |                                       | Sounwave              | 1:03  |
| 2  | "Code Red"                    |                                       | Phonix Beats          | 2:45  |
| 3  | "Bout That"                   |                                       | Focus...              | 3:56  |
| 4  | "No Joke"                     | Ab-Soul                               | Willie B.             | 4:20  |
| 5  | "Hood Gone Love It"           | Kendrick Lamar                        | J.U.S.T.I.C.E. League | 4:05  |
| 6  | "Westside"                    | Chris Brown                           | Tha Bizness           | 3:38  |
| 7  | "Elbows"                      |                                       | Phonix Beats          | 4:14  |
| 8  | "Boomerang"                   |                                       | J. LBS                | 3:25  |
| 9  | "All I Know Is"               |                                       | Willie B              | 3:41  |
| 10 | "I'm Thuggin'"                |                                       | Willie B              | 4:33  |
| 11 | "Kill or Be Killed"           | Tech N9ne & Krizz Kaliko              | Willie B              | 4:10  |
| 12 | "Just Like Me"                | J. Black                              | Terrace Martin        | 3:42  |
| 13 | "Say Wassup"                  | Ab-Soul, Kendrick Lamar & Schoolboy Q | Dae One               | 4:23  |
| 14 | "They Be on It"               |                                       | HamSquad, B.o.B       | 5:06  |
| 15 | "M.O.N.E.Y."                  | J. Black                              | Terrace Martin        | 4:42  |
| 16 | "Finest Hour"                 | Rick Ross & BJ The Chicago Kid        | J.U.S.T.I.C.E. League | 4:01  |
| 17 | "Life's a Gamble"             |                                       | Rob E                 | 3:27  |
| 18 | "All My Life (In the Ghetto)" | Lil Wayne & will.i.am                 | Cool & Dre            | 3:46  |